# George Daniel
George Daniel (ur. 1990 w Brukseli) – brytyjski muzyk i producent muzyczny. Perkusista zespołu The 1975, z którym nagrał pięć albumów studyjnych. Wszystkie znalazły się na 1. miejscu listy UK Albums Chart.
Najbardziej znany ze współpracy z Charli XCX, jako współproducent jej albumów Crash (2022) i Brat (2024). 19 lipca 2025 roku zawarł z nią związek małżeński.
Kierownik imprintu dh2. W sierpniu 2024 roku wydał debiutancki singiel „Screen Cleaner”.
Nominowany do nagrody Grammy (2020). Zdobywca nagrody Gold Derby Music Award (2025), dwukrotnie do niej nominowany (2025, 2023).

## Życiorys i kariera muzyczna
George Daniel urodził się w 1990 roku w Brukseli. Wczesne dzieciństwo spędził w Seattle, po czym jego rodzina przeniosła się do Wilmslow. Już w dzieciństwie grał na perkusji inspirując się takimi zespołami jak Fleetwood Mac i Meat Loaf. W 2002 roku dołączył do kolegów z klasy: gitarzysty Adama Hanna, basisty Rossa McDonalda i wokalisty Matty’ego Healy’ego tworząc z nimi zespół, początkowo nazywany Drive Like I Do, który po latach przekształcił się w The 1975. Daniel z biegiem lat interesował się coraz bardziej  produkcją muzyczną i muzyką elektroniczną. Kiedy miał 16 lat, opuścił szkołę w Wilmslow i rozpoczął studia na uniwersytecie w Manchesterze zdobywając dyplom z produkcji i muzyki elektronicznej. W trakcie studiów wykładowcy zapoznali go z płytami Aphex Twina, Luke’a Viberta, Squarepushera i Boards of Canada. Kiedy członkowie zespołu The 1975 zaczęli pisać i nagrywać muzykę, George wykorzystał techniki, których nauczył się dzięki muzyce elektronicznej. Ponieważ zespół pomimo pewnego powodzenia nie otrzymywał żadnych ofert od wytwórni, jego menedżer, Jamie Oborne założył (w 2009 roku) niezależną wytwórnię Dirty Hit i podpisał kontrakt z zespołem. Zespół nagrał w latach 2012–2013 kilka EP-ek, po czym w 2013 roku zadebiutował albumem zatytułowanym własną nazwą, który we wrześniu 2013 roku wszedł na 1. miejsce listy UK Albums Chart spędzając na niej 179 tygodni. Na 1. miejscu tejże listy znalazły się również cztery kolejne albumy studyjne zespołu: I Like It When You Sleep, for You Are So Beautiful yet So Unaware of It (2016), A Brief Inquiry into Online Relationships (2018), Notes on a Conditional Form (2020) i Being Funny in a Foreign Language (2022). Drugi album, I Like It When You Sleep, for You Are So Beautiful yet So Unaware of It (2016), doszedł do 1. miejsca na liście Billboard 200 zdobywając ponadto certyfikat platynowej płyty w Wielkiej Brytanii (BPI) i złotej w USA (RIAA).
Obok działalności w zespole Daniel rozwijał swoje umiejętności jako producent współpracując z innymi artystami. Od 2015 roku jest głównym współpracownikiem brytyjskiej indie popowej piosenkarki i autorki tekstów The Japanese House. w latach 2015–2023 współprodukował wszystkie jej studyjne EP-ki i albumy. Daniel i Healy współpracowali z indie piosenkarką i autorką tekstów Beabadoobee przy wydaniu jej EP-ki Our Extended Play z 2021 roku. Najbardziej owocnym partnerstwem Daniela poza wytwórnią okazała się być współpraca z Charli XCX, z którą zaczął się spotykać w 2022 roku i której oświadczył się rok później (19 lipca 2025 roku para zawarła związek małżeński w Hackney Town Hall w Londynie). Daniel był współautorem i współproducentem jej tytułowego utworu z albumu Crash z 2022 roku i kluczowym współpracownikiem przy albumie Brat z 2024 roku, współtworząc i współprodukując utwory „Club Classics” i „Apple”. W 2024 roku ukazały się również pierwsze utwory Daniela sygnowane jego własnym nazwiskiem: „Screen Cleaner” i „Chlorine”, oba napisane wspólnie z amerykańskim DJ-em i producentem TimemFromTheHouse. 17 czerwca tego samego roku wytwórnia płytowa Dirty Hit ogłosiła, że uruchamia nowy imprint muzyki elektronicznej, dh2. Na czele wytwórni postawiony został Daniel. Imprezę inauguracyjną z udziałem Daniela, Kelly Lee Owens, Oscara Farrella i TimFromTheHouse zaplanowano w londyńskim klubie Phonox.
Daniel prezentował swój nowy materiał przez całe lato, występując u boku Charli XCX w The Levels w Glastonbury, w nowojorskim Boiler Room, Amnesii na Ibizie oraz z The Floor i Jamie xx w londyńskim Venue MOT.  Również tym samym roku Daniel był współproducentem albumu Dreamstate Kelly Lee Owens, który artystka wydała nakładem dh2.

## Nagrody
- W 2020 roku został nominowany do nagrody Grammy w kategorii Best Rock Song (piosenka „Give Yourself a Try”)[11].
- Zdobył nagrodę Gold Derby Music Award w 2025 roku w kategorii: Album of the Year za album Brat (wspólnie ze współproducentami tego albumu: A.G. Cookiem, Cirkutem, Charli XCX, Gesaffelsteinem, Finnem Keane, Hudsonem Mohawke, El Guincho, Jonem Shave’em, Linusem Wiklundem i Omerem Fedim)[12]
- Dwukrotnie nominowany do tej nagrody w kategorii: Best Pop Album:
  - w 2025 roku za album Brat (wspólnie ze współproducentami tego albumu)[12]
  - w 2023 roku za album Crash (wspólnie z Charli XCX i ze współproducentami tego albumu: A.G. Cookiem, Lotus IV, Deatonem Chrisem Anthonym, Oscarem Holterem, Digital Farm Animals, Ianem Kirkpatrickiem, Justinem Raisenem, Sadpony, Arielem Rechtshaidem, Danielem Lopatinem, Mikiem Wise’em i Dopamine)[13].